# Neoechinorhynchida
Ordre
Les Neoechinorhynchida sont un ordre de vers parasites de l'embranchement des acanthocéphales (vers à tête épineuse). Les acanthocéphales sont de petits animaux vermiformes parasites de vertébrés dont la taille varie entre 1 mm et 700 mm. Ils sont caractérisés par un proboscis rétractable portant des épines courbées en arrière qui leur permet de s'accrocher à la paroi intestinale de leurs hôtes.

## Liste des familles
Selon ITIS (19 octobre 2019) :
- famille Dendronucleatidae Sokolovskaja, 1962
- famille Neoechinorhynchidae Ward, 1917
- famille Tenuisentidae Van Cleave, 1936